# Бутрос Бутрос Галі
Бутрос Бутрос Галі (араб. بطرس بطرس غالي, мовою коптів: Ⲡⲉⲧⲣⲟⲥ Ⲡⲉⲧⲣⲟⲥ Ⲅⲁⲗⲓ, англ. Boutros Boutros-Ghali, нар. 14 листопада 1922, Каїр, Єгипет — пом. 16 лютого 2016) — єгипетський дипломат та політик, який з 1992 до 1996 року обіймав посаду Генерального секретаря ООН.

## Життєпис
Походив з християнської родини коптів (Бутрос — арабізована форма імені Петро).
Закінчив Каїрський університет. Потім захистив докторську дисертацію з міжнародного права у Парижі. Також мав диплом з міжнародних відносин Паризького інституту політичних наук (фр. Institut d'Études Politiques de Paris).
Обіймав різні академічні посади. Одночасно займався політичною діяльністю. З 1977 до початку 1990-х років виконував обов'язки міністра закордонних справ Єгипту.
Під час його перебування на посаді Генерального Секретаря ООН відбувались такі події, як геноцид у Руанді (1994 рік), громадянська війна у Югославії та Перша чеченська війна, яка теж супроводжувалася масовими вбивствами мирних жителів. Критики Бутроса Галі звинувачують його у тому, що він не зміг запобігти цим трагедіям, і що реакція ООН була недостатньою. Зокрема, Джохар Дудаєв, перший президент Чеченської Республіки Ічкерії, надіслав письмо Бутрос Галі із проханням залишити свій пост через недієздатність у чеченсько-російському конфлікті.
У 1996 році Бутрос Галі балотувався на другий термін, проте Сполучені Штати наклали вето. Це був перший випадок, коли Генерального Секретаря не було обрано на другий термін, і другий випадок, коли обрання не відбулося через вето (у 1981 році Китай наклав вето на обрання Курта Вальдгайма (нім. Kurt Waldheim) на третій термін).
Згодом Бутрос Бутрос Галі був президентом Академії міжнародного права в Гаазі.